# ボーヴァ・マリーナ
ボーヴァ・マリーナ（イタリア語: Bova Marina）は、イタリア共和国カラブリア州レッジョ・カラブリア県にある、人口約4,200人の基礎自治体（コムーネ）。

## 地理

### 位置・広がり

#### 隣接コムーネ
隣接するコムーネは以下の通り。
- ボーヴァ
- コンドフーリ
- パリッツィ

## 行政

### 分離集落
ボーヴァ・マリーナには、以下の分離集落（フラツィオーネ）がある。
- Mesofugna, Amigdalà, Borgo, Centro, Costa dei Saraceni, Apambero, San Pasquale, Fondo Vena